# Бархатова (Пермский край)
Бархатова — деревня в Осинском городском округе Пермского края России.

## Географическое положение
Деревня расположена у западного берега Тулвинского залива Воткинского водохранилища на расстоянии примерно 5 километров по прямой на юго-восток от города Оса.

## История
С 2006 по 2019 год входила в состав Крыловского сельского поселения Осинского района. После упразднения обоих муниципальных образований стала рядовым населённым пунктом Осинского городского округа.

## Климат
Климат умеренно континентальный с холодной продолжительной зимой и коротким сравнительно тёплым летом. Для весны характерно быстрое повышение средних суточных температур воздуха, но наряду с этим в мае — начале июня бывают возвраты холодов, связанные с вторжением арктического воздуха. Нередко похолодания сопровождаются обильным выпадением снега. Первые осенние заморозки наступают во второй декаде сентября, в отдельные годы — в третьей декаде августа. Последние заморозки — в третьей декаде мая, в отдельные годы — в третьей декаде июня. Годовое количество осадков — 541 мм, за тёплый период (апрель—октябрь) — 360 мм, за холодный период (ноябрь—март) — 181 мм. Продолжительность снежного покрова — 170 дней, его высота — 36-95 см. Средняя глубина промерзания почвы — 71 см.

## Население
Постоянное население составляло 0 человек в 2002 году, 1 человек в 2010 году.